# Євгенівка (Болградський район)
Євге́нівка — село Бородінської селищної громади, у Болградському районі Одеської області України. Населення становить 754 особи.

## Розташування
Євгенівка — село на півдні Бессарабії (Буджак), неподалік від кордону з Молдовою. Розташоване за 27 км від селища Бессарабське та за 20 км від залізничної станції Березине, до яких можна дістатися автошляхом Т 1644. До Євгенівського старостинського округу також входять села Володимирівка (колишнє село Нова Твардіца) та Рівне (колишні села Арса Болгарська та Арса Німецька). Селом протікає річка Арса, ліва притока ріки Сака.

## Історія
Село Євгенівка (до 1930 року Арса) вірогідно виникло у 1820-х роках. У 1824 році ділянка №17 Бендерського повіту Бессарабської губернії, площею 3000 десятин, яка пізніше стала місцем заснування Арси, перейшла у володіння Єфросінії Плагіно-Мурузі. Станом на 1827 рік на цій території був зареєстрований хутір та 2 криниці, а вже у 1856 році на військово-топографічній карті це поселення позначалось як хутори Арсови. Пізніше село перейшло у володіння княгині Марії Олександрівни Гагаріної-Стурдза. У тогочасних документах село Арса також згадується як Євгенівка та Єфимівка. Першими зареєстрованими мешканцями Арси були молдавани.
На початку XX століття, особливо під час столипінської аграрної реформи, до села Арси Йозефсдорфської волості Бендерського повіту почали переселятись болгарські колоністи, чиє населення в Арсі станом на 1907 рік становило 56 осіб. Етнографи зазначають, що болгарське населення Арси історично походило із колонії Гюльмян (нині село Ярове Болградського району). Згідно із Довідником 1916 року, у селі Арса було зареєстровано 40 осіб болгарського походження та 7 осіб молдавського.
Північна частина сучасного села Євгенівка до середини XX століття була окремим селом Персіанівка, що перебувало у володінні дійсного статського радника та бессарабського землевласника Івана Еммануїловича Персіані. Етнічно Персіанівка була населена здебільшого молдаванами, а також вихідцями із болгарської колонії Чумлекіой (нині село Виноградівка Болградського району).
У грудні 1917 року селяни-бідняки Арси та двох сусідніх сіл, зібравшись на збори, вибрали сільський комітет. Вони самовільно захопили та поділили між собою землі княгині Анни Григорівни Гагаріної-Стурдза (понад 17 тис. десятин). За результатами Першої світової війни Бессарабія увійшла до складу Румунії, де реалізація аграрної реформи стимулювала зростання села. У 1925 році в Арсі було відкрито першу школу. У 1930 році село Арса було перейменовано румунською владою й одержало назву Євгениця. У 1938 році в селі розпочато будівництво церкви, однак воно не було заверешене через приєднання Бессарабії  до СРСР у 1940 році.
29 червня 1940 року в село Євгенівка зі сторони молдавського села Стурдзени увійшла Червона армія. У 1941 році село отримало сучасну назву Євгенівка. Під час Другої світової війни загинуло 28 жителів Євгенівки. У листопаді 1945 року село Персіанівка було перейменоване в Долинське, а пізніше було ліквідовано як адміністративно-територіальну одиницю, та ввійшло до складу села Євгенівка Бородінського району Ізмаїльської області. У 1954 році область, а у 1962 році район було ліквідовано, і село стало частиною Тарутинського району Одеської області. Було утворено перші чотири колгоспи: «Труд», «Красное Знамя», «Заря», «имени Суворова», що були пізніше обʼєднані в один колгосп «Родина», що у 1976 році став радгоспом. У 1980-х роках у Євгенівці було збудовано нову школу.
Із відновленням незалежності України в Євгенівці було приватизовано майно колгоспу та утворено кілька аграрних підприємств на його базі, зокрема ТОВ «Родіна-Віта». У 1995 році було відновлено діяльність церкви на території села, а з 1998 року болгарська мова почала вивчатись у школі як мова національної меншини. У 2017 році у Євгенівці після реконструкції було відкрито оновлений будинок культури.
12 червня 2020 року, відповідно до Розпорядження Кабінету Міністрів України від № 724-р «Про визначення адміністративних центрів та затвердження територій територіальних громад Одеської області», увійшло до складу Бородінської селищної територіальної громади.
19 липня 2020 року, в результаті адміністративно-територіальної реформи і ліквідації Тарутинського району, село увійшло до складу новоутвореного Болградського району. 
Унаслідок адміністративно-територіальної реформи 2020 року, Євгенівка увійшла до складу Буджацької селищної громади Болградського району та стала центром старостинського округу. Після 2020 року у Євгенівці вперше з часів СРСР було відновлено дорожнє покриття на автошляху О-162338, що проходить через село. У 2025 році Євгенівка стала місцем проведення міжнародної конференції з розвитку виноградарства та виноробства за участі зокрема послів Молдови і Румунії та консула Болгарії.

## Населення
Згідно з переписом УРСР 1989 року чисельність наявного населення села становила 898 осіб, з яких 437 чоловіків та 461 жінка.
За переписом населення України 2001 року в селі мешкали 754 особи.

### Мова
Розподіл населення за рідною мовою за даними перепису 2001 року:
| Мова       | Відсоток |
| ---------- | -------- |
| болгарська | 68,70 %  |
| румунська  | 15,52 %  |
| російська  | 9,28 %   |
| українська | 5,44 %   |
| гагаузька  | 0,80 %   |
| інші       | 0,26 %   |

## Уродженці
- Кіссе Антон Іванович (10 жовтня 1958 р.) — український політик та громадський діяч.